# Parmastomyces deceptivus
Parmastomyces deceptivus är en svampart som beskrevs av Corner 1989. Parmastomyces deceptivus ingår i släktet Parmastomyces och familjen Fomitopsidaceae.   Inga underarter finns listade i Catalogue of Life.